# 레벤티나구
레벤티나구(Leventina District)는 스위스 티치노주의 대부분 이탈리아어를 사용하는 8개 지역 중 하나이다. 지역의 수도는 파이도지만, 가장 큰 도시는 고트하르트 고개의 남쪽 측면에 있는 아이롤로이다.
주의 북쪽에 위치한 그 영토는 남쪽으로 비아스카, 특히 베드레토 계곡 및 레벤티나 계곡까지 티치노강 지역을 포함한다.
레벤티나는 ‘서클’(circoli) 이라고 하는 4개의 하위 구역으로 나뉘며 총면적은 479.57k㎡이고 인구는 8,827명이다(2020년 12월 31일 기준). 수도는 파이도의 시정촌(comune)이다. 이 계곡은 밀라노 공국과 루체른 조약에 따라, 1480년 3월 5일 스위스의 일부가 되었다.

## 지리

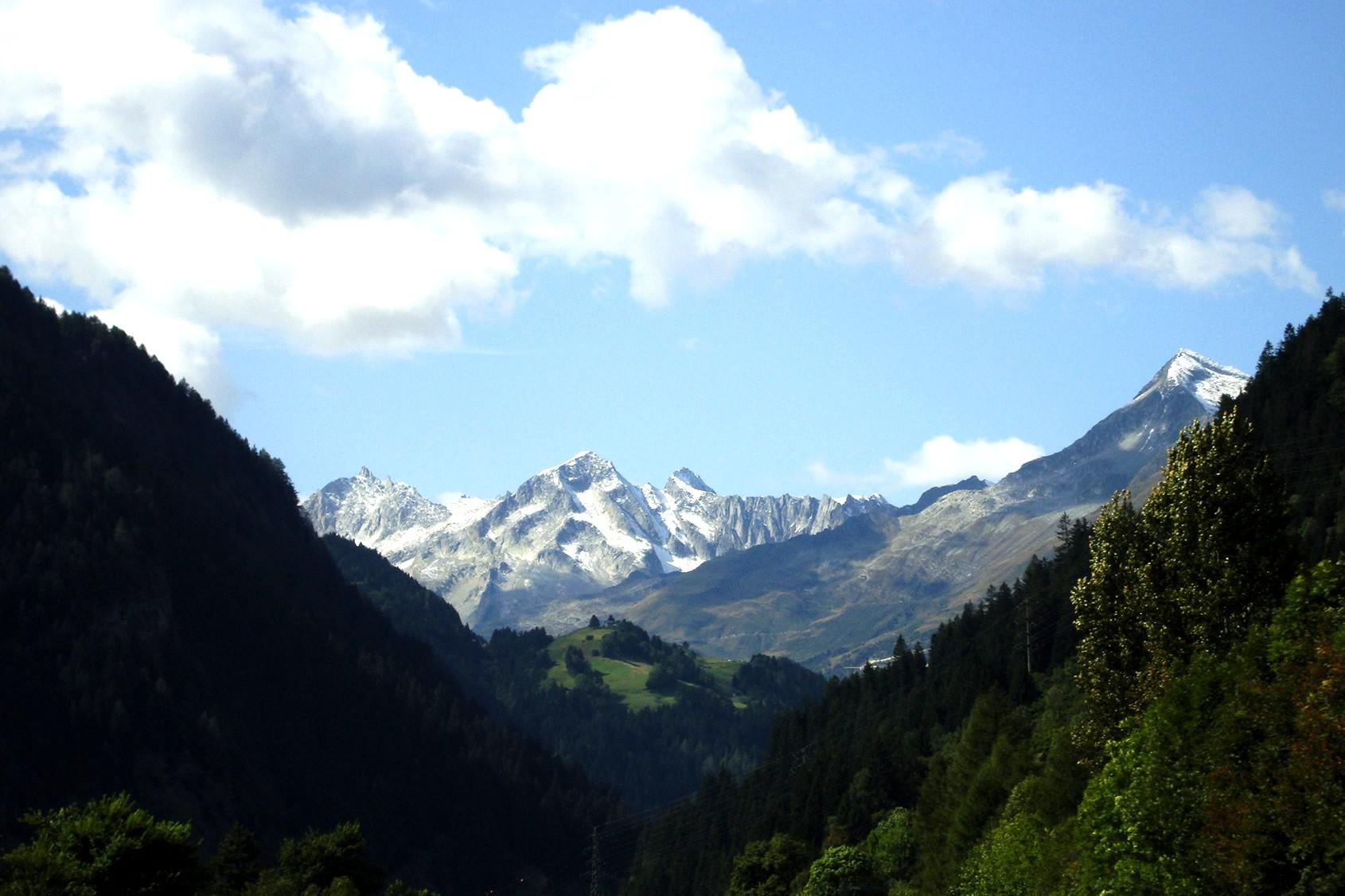
레벤티나 계곡

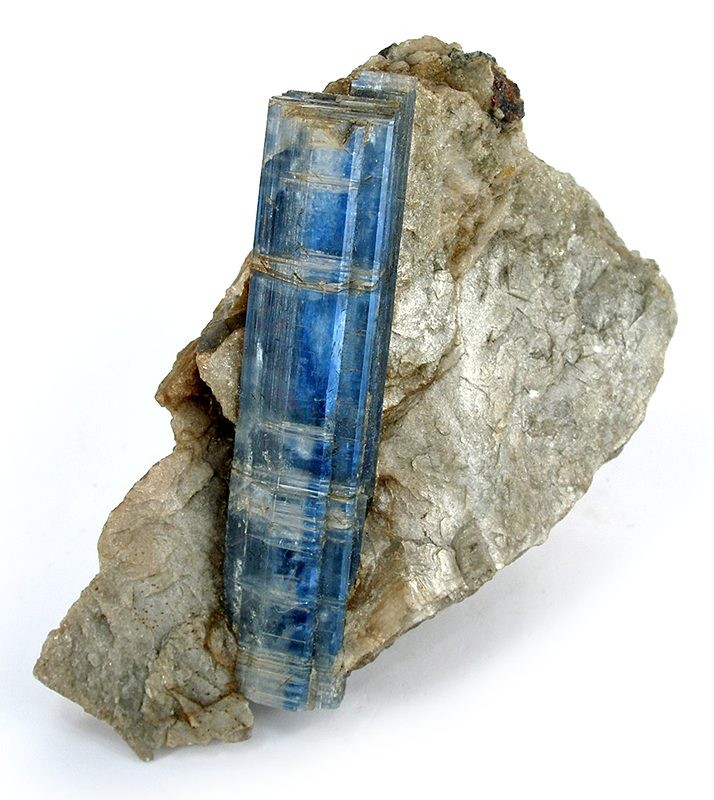
남정석 표본, 고트하르트 대산괴 중앙에서 채취

레벤티나 지역의 면적은 1997년 기준으로 479.57k㎡이다. 이 면적 중 20.05k㎡ (4.2%)가 농업용으로 사용되는 반면 175.08k㎡ (36.5%)는 산림이다. 나머지 토지 중 13.59k㎡ (2.8%)가 정착(건물 또는 도로), 9.26k㎡ (1.9%)가 강 또는 호수이며 175.23k㎡ (36.5%)는 비생산적인 토지이다.
건설 면적 중 주택과 건물이 0.9%, 교통 기반 시설이 1.4%를 차지했다. 산림면적은 전체 면적의 28.2%가 삼림이 우거져 있고 2.3%는 과수원이나 작은 나무 군락으로 덮여 있다. 농경지 중 3.2%가 작물 재배에 사용된다. 이 지역의 물중 1.0%는 호수에, 1.0%는 강과 시내에 있다. 비생산적인 지역 중 16.5%는 비생산적인 초목이고 20.0%는 초목이 자라기에는 너무 암석이 많은 지역이다.

## 인구통계
레벤티나 지역의 인구(2020년 12월 기준)는 8,827명이다. 스위스의 공용어(2000년 기준) 중 독일어 304명, 프랑스어 81명, 이탈리아어 8,320명, 로만슈어 4명을 사용한다. 나머지(793명)는 다른 언어를 사용한다.
2008년 기준으로 인구의 성별 분포는 남성 52.4%, 여성 47.6%이다. 인구는 3,378명의 스위스 남성(인구의 34.4%)과 1,772(18.0%)의 비스위스계 남성으로 구성되었다. 스위스 여성은 3,660명(37.2%), 비스위스계 여성은 1,024명(10.4%)이었다.
2008년에는 스위스 시민이 53명, 비스위스계 시민이 22명이었고, 같은 기간에 스위스 시민이 85명, 비스위스계 시민이 12명이었다. 이민과 이민을 무시하면, 스위스 시민의 인구는 32명이 감소한 반면, 외국인 인구는 10명 증가했다. 스위스에서 이주한 스위스 남자 2명과 스위스 여자 2명이 있었다. 동시에 다른 나라에서 스위스로 이주한 22명의 비스위스 남성과 37명의 비스위스계 여성이 있었다. 2008년 전체 스위스 인구 변화(모든 출처에서)는 31명이 감소했으며 비스위스계 인구 변화는 74명이 감소했다. 이것은 -1.1%의 인구 증가율을 나타낸다.
2009년 기준 레벤티나 지역의 연령 분포는 다음과 같다. 701명의 어린이 또는 인구의 7.1%가 0~9세 사이이고 899명의 십대 또는 9.1%가 10~19세 사이이다. 성인 인구 중 1,091명 또는 11.1 인구의 %는 20세에서 29세 사이이다. 1,251명 또는 12.7%는 30~39세, 1,644명(16.7%)은 40~49세, 1,491명(15.2%)은 50~59세이다. 고령자 분포는 1,204명(인구의 12.26%)이 69세는 845명(8.6%), 70~79세는 708명(7.2%), 80세 이상은 708명(7.2%)이다.
2000년에는 총 13,704호의 주거용 건물 중 8,691호(전체의 63.4%)가 단독 주택이었다. 2세대(13.6%)가 1,860채, 다가구(17.3%)가 2,373채였다. 또한 지구에는 다목적 건물(주거 및 상업 또는 기타 목적으로 사용)인 780개의 건물이 있었다.
2000년에는 이 지역에 8,067개의 아파트가 있었다. 가장 흔한 아파트 규모는 방 4개짜리 아파트로 2,379호였다. 1인실 아파트는 452채, 5실 이상 아파트는 1972채였다. 이 중 상가주택은 총 4,013세대(전체의 49.7%), 비수기형은 3,770세대(46.7%), 공실은 284세대(3.5%)였다.
역사적 인구는 다음 표에 나와 있다.
| 년도 | 인구   |
| ---- | ------ |
| 1850 | 10,331 |
| 1880 | 14,972 |
| 1900 | 9,397  |
| 1950 | 9,602  |
| 1980 | 11,699 |
| 1990 | 10,032 |
| 2000 | 9,502  |

## 종교
2000년 인구 조사에서 7,815명(82.2%)이 로마 가톨릭 신자이고 211명(2.2%)이 스위스 개혁 교회에 속해 있다. 다른 교회(인구 조사에 등재되지 않음)에 속해 있는 개인은 1,197명(인구의 약 12.60%)이며, 응답하지 않은 개인은 279명(인구의 약 2.94%)이다.

## 교육
레벤티나에는 총 1,351명의 학생이 있었다(2009년 기준). 티치노주 교육 시스템 은 최대 3년의 비필수 유치원 을 제공한다. 그리고 레벤티나 지역에는 유치원에 다니는 183명의 아이들이 있었다. 초등학교 프로그램은 5년 동안 지속되며, 표준 학교와 특수 학교가 모두 포함된다. 학군에서는 387명의 학생이 표준 초등학교에 다녔고, 22명의 학생이 특수 학교에 다녔다. 중학교 시스템에서 학생들은 2년 중학교에 다니고, 2년 예비 견습과정을 거치거나 고등 교육을 준비하기 위해 4년 프로그램에 참석한다. 중학교 2년제 325명, 예비실습 9명, 4년제 심화과정 110명이었다.
상위 중등 학교에는 여러 옵션이 있지만 상위 중등 프로그램이 끝나면 학생은 직업을 찾거나 대학에 진학할 준비가 된다. 티치노에서 직업 학생은 인턴십 또는 견습 과정(3년 또는 4년 소요)을 진행하는 동안 학교에 다니거나 인턴십 또는 견습 기간(풀타임 학생으로 1년 또는 1년 반이 소요됨)을 거쳐 학교에 다닐 수 있다. 파트 타임 학생으로 2 년) 전일제 학생은 97명, 파트타임 학생은 193명이었다.
전문 프로그램은 3년 동안 진행되며 공학, 간호, 컴퓨터 과학, 비즈니스, 관광 및 이와 유사한 분야의 직업을 위해 학생을 준비시킨다. 전문 프로그램에는 25명의 학생이 있었다.